# Francisco José de Caldas
Pour les articles homonymes, voir de Caldas.
Francisco José de Caldas, né à Popayán le 4 octobre 1768 et mort à Santafé de Bogotá le 29 octobre 1816, est un botaniste, ingénieur, journaliste, astronome, avocat, inventeur du hypsomètre et patriote colombien.